# Równiański Wierch
Der Równiański Wierch ist ein Berg in Polen. Mit einer Höhe von 1160 m ist er einer der höheren Berge im Barania-Kamm in den Schlesischen Beskiden. Der Gipfel gehört zum Gemeindegebiet von Wisła.

## Tourismus
- Auf den Gipfel führen markierte Wanderwege von Wisła.
- Unterhalb des Gipfels befindet sich die Alm Hala Przysłop mit der PTTK-Berghütte Barania Góra sowie das Weichselquellenmuseum. Im 19. Jahrhundert stand hier das Jagdschloss der Habsburger, das im 20. Jahrhundert ins Stadtzentrum gebracht wurde.